# Wilmington (Illinois)
Wilmington je grad u američkoj saveznoj državi Ilinois. Prema popisu stanovništva iz 2010. u njemu je živjelo 5.724 stanovnika.